# Roy Salvadori
Roy Francesco Salvadori (1922. május 12. – 2012. június 3.) brit autóversenyző, az 1959-es Le Mans-i 24 órás autóverseny győztese.

## Pályafutása
1952 és 1962 között összesen ötven Formula–1-es versenyen állt rajthoz. 1952-ben hazája versenyén debütált a sorozatban. Legsikeresebb évét az 58-as szezonban teljesítette, amikor is két alkalommal végzett dobogós pozícióban, és végül a negyedik helyen zárta az összetett értékelést. 
1953 és 1963 között minden évben részt vett a Le Mans-i 24 órás autóversenyen. Első hat versenyén nem ért célba, majd az 1959-es futamon váltótársával, Carroll Shelby-vel együtt győzelmet szerzett.

## Eredményei

### Le Mans-i 24 órás autóverseny
| Év   | Csapat                        | Autó                      | Csapattárs         | Helyezés | Kiesés oka                  |
| ---- | ----------------------------- | ------------------------- | ------------------ | -------- | --------------------------- |
| 1953 | Aston Martin Ltd.             | Aston Martin DB3          | George Abecassis   | Kiesett  | Kuplunghiba                 |
| 1954 | Aston Martin Lagonda Ltd.     | Aston Martin DB3SSC       | Reg Parnell        | Kiesett  | Túlhevült henger            |
| 1955 | Aston Martin Ltd.             | Aston Martin DB3S         | Peter Walker       | Kiesett  | Motorhiba                   |
| 1956 | Aston Martin Ltd.             | Aston Martin DB3S         | Peter Walker       | Kiesett  | Baleset                     |
| 1957 | David Brown                   | Aston Martin DBR1/300     | Les Leston         | Kiesett  | Olajpumpa                   |
| 1958 | David Brown Racing Department | Aston Martin DBR1/300     | Stuart Lewis-Evans | Kiesett  | Baleset                     |
| 1959 | David Brown Racing Department | Aston Martin DBR1/300     | Carroll Shelby     | Győzelem |                             |
| 1960 | Border Reivers                | Aston Martin DBR1/300     | Jim Clark          | 3.       |                             |
| 1961 | Essex Racing Stable           | Aston Martin DBR1/300     | Tony Maggs         | Kiesett  | Üzemeanyagtartály szivárgás |
| 1962 | Briggs Cunningham             | Jaguar E-Type FHC         | Briggs Cunningham  | 4.       |                             |
| 1963 | Briggs Cunningham             | Jaguar E-Type Lightweight | Paul Richards      | Kiesett  | Baleset                     |

### Teljes Formula–1-es eredménysorozata
(Táblázat értelmezése)

(Félkövér: pole-pozícióból indult; dőlt: leggyorsabb kört futott) 

| Év   | Csapat                      | Modell                | Motor           | 1      | 2      | 3      | 4      | 5      | 6      | 7      | 8      | 9      | 10    | 11    | Helyezés | Pont |
| ---- | --------------------------- | --------------------- | --------------- | ------ | ------ | ------ | ------ | ------ | ------ | ------ | ------ | ------ | ----- | ----- | -------- | ---- |
| 1952 | G. Caprara                  | Ferrari 500           | Ferrari I4      | SUI    | 500    | BEL    | FRA    | GBR 8  | GER    | NED    | ITA    |        |       |       | -        | 0    |
| 1953 | Connaught Engineering       | Connaught Type A      | Lea-Francis I4  | ARG    | 500    | NED Ki | BEL    | FRA Ki | GBR Ki | GER Ki | SUI    | ITA Ki |       |       | -        | 0    |
| 1954 | Gilby Engineering Ltd.      | Maserati 250F         | Maserati I6     | ARG    | 500    | BEL    | FRA Ki | GBR Ki | GER    | SUI    | ITA    | ESP    |       |       | -        | 0    |
| 1955 | Gilby Engineering Ltd.      | Maserati 250F         | Maserati I6     | ARG    | MON    | 500    | BEL    | NED    | GBR Ki | ITA    |        |        |       |       | -        | 0    |
| 1956 | Gilby Engineering Ltd.      | Maserati 250F         | Maserati I6     | ARG    | MON    | 500    | BEL    | FRA    | GBR Ki | GER Ki | ITA 11 |        |       |       | -        | 0    |
| 1957 | Owen Racing Organisation    | BRM P25               | BRM I4          | ARG    | MON Nk | 500    |        |        |        |        |        |        |       |       | 19.      | 2    |
| 1957 | Vandervell Products Ltd.    | Vanwall               | Vanwall I4      |        |        |        | FRA Ki |        |        |        |        |        |       |       | 19.      | 2    |
| 1957 | Cooper Car Company          | Cooper T43            | Climax I4       |        |        |        |        | GBR 5  | GER Ki | PES Ki | ITA    |        |       |       | 19.      | 2    |
| 1958 | Cooper Car Company          | Cooper T45            | Climax I4       | ARG    | MON Ki | NED 4  | 500    | BEL 8  | FRA 11 | GBR 3  | GER 2  | POR 9  | ITA 5 | MOR 7 | 4.       | 15   |
| 1959 | High Efficiency Motors      | Cooper T45            | Climax I4       | MON 6  | 500    |        | FRA Ki |        |        |        |        | USA Ki |       |       | -        | 0    |
| 1959 | David Brown Corporation     | Aston Martin DBR4/250 | Aston Martin I6 |        |        | NED Ki |        | GBR 6  | GER    | POR 6  | ITA Ki |        |       |       | -        | 0    |
| 1960 | High Efficiency Motors      | Cooper T51            | Climax I4       | ARG    | MON Ki | 500    |        |        |        |        |        |        | USA 8 |       | -        | 0    |
| 1960 | David Brown Corporation     | Aston Martin DBR4/250 | Aston Martin I6 |        |        |        | NED Ni | BEL    | FRA    |        |        |        |       |       | -        | 0    |
| 1960 | David Brown Corporation     | Aston Martin DBR5/250 | Aston Martin I6 |        |        |        |        |        |        | GBR Ki | POR    | ITA    |       |       | -        | 0    |
| 1961 | Yeoman Credit Racing Team   | Cooper T53            | Climax I4       | MON    | NED    | BEL    | FRA 8  | GBR 6  | GER 10 | ITA 6  | USA Ki |        |       |       | 17.      | 2    |
| 1962 | Bowmaker-Yeoman Racing Team | Lola Mk4              | Climax V8       | NED Ki | MON Ki | BEL    | FRA Ki | GBR Ki | GER Ki | ITA Ki | USA Ni | RSA Ki |       |       | -        | 0    |

## Külső hivatkozások
- Profilja a grandprix.com honlapon (angolul)
- Profilja a statsf1.com honlapon (angolul)